# スタアオーディション
スタアオーディションは、ナムコが開発、展開したオーディション体験型ゲームコンテンツ。
主にナムコ・ワンダーエッグにあったアトラクションの一つである『ザ・スタアオーディション』と、それをゲームセンターなどで遊べるようにしたアーケードゲーム機である『スタアオーディション』、これらと連動して開催されたイベントである『ザ・ビッグオーディション』、『超ビッグオーディション』を指す。
基本はタレント適性診断ゲームであり、指定された表情をカメラで写真撮影したり、ゲーム形式の適性問題に答えたりなど遊び感覚でタレントの適性テストを受けたりすることができる。また適性テストに合格すると本物のオーディションに参加する権利が得られ、最終選考に合格すると芸能界にデビューできた。
なお、今世紀になってから、このオーディションは開催されておらず、募集も行われていない。またアトラクションもナムコ・ワンダーエッグの閉園に伴い運営を終了している。

## 概要
ナムコが1996年にアミューズ、ホリプロ、ニッポン放送の三社で構成する、新人スター発掘を目的とした「アホポンプロジェクト」とタイアップし、同年リニューアル開園したナムコ・ワンダーエッグ2に世界初のスター発掘アトラクションである「ザ・スタアオーディション」を開設したのがはじまりである。
利用者は複数の適性テストを行い、終了後適性結果と合否判定が印刷された結果シートがもらえる。ゲーム感覚で適性テストを受け、結果を見て一喜一憂し楽しむことができる。適性テストに合格すると、結果シートがそのままオーディションの応募用紙となり、アホポンプロジェクトによるオーディションへ応募する権利が得られる。その後書類選考をはじめとする複数の選考を通過すると最終オーディションとなる「ビッグオーディション」（下述）に参加することができる。アトラクションとして楽しみながら憧れのスターになれる可能性もあるという、ゲームと芸能界がリンクした非常に斬新なシステムであった。
「ザ・スタアオーディション」は好評を博し、オーディション参加の機会を広げるために1997年7月にはナムコが運営するゲームセンターである「ナムコ・ワンダータワー京都」、「プラボ千日前」に同アトラクションを設置、同年9月にはアーケードゲーム機「スタアオーディション」を発売、全国に1,000台以上設置された。

## ゲームプレイ詳細

### ザ・スタアオーディション
まず受付で生年月日や芸名を登録し、その後自分が志望するタレント職業（歌手、俳優、声優・アナウンサー、お笑い、バラエティタレント）を選択する。基本情報の登録が終わると適性テストへ進み、音感テスト、表現力テスト、審査員（人間ではなく機械）による面接を行う。全てのテストが終わり出口へ進むと、最初に選択した職業に対する適性結果と合否判定が印刷された結果シートが渡される。合格した場合シートに必要事項記入の上ワンダーエッグ内のポストに投函することで、オーディションへ応募できる。

### スタアオーディション
所定のプレイ料金を投入後、希望する職業を選んでから、ゲーム機に付けられたカメラで自分の顔を撮影して表現力テスト、あらゆるシチュエーションの問題に答える才能テスト、任意のカードを引いて運の強さを調べる運テスト、質疑応答形式で適性を調べるスター性テストといった4つのテストを受ける。テスト終了後に結果が印刷されたシートが排出され、適性結果を知ることができる。結果シートが印刷されている間は、過去そのゲーム機でプレイしたプレイヤーの顔写真が表示され、人気投票をすることもできる。合格した場合、シートに必要事項記入の上普通郵便で送付することで、オーディションへ応募できる。

## ビッグオーディション
アホポンプロジェクトによる二度の書類選考を通過すると実技・面接試験を受け、そこで合格すると最終選考となるビッグオーディションに出場することができる。ビッグオーディションはナムコ・ワンダーエッグ園内で開催され、グランプリ1名と各賞が選出される。グランプリを受賞するとタレントとして芸能界デビューすることが約束される。ビッグオーディションは「ザ・ビッグオーディション」が3回、「超ビッグオーディション」が3回の計6回が開催され、グランプリ受賞者の中には現在人気俳優として活躍している者もいる。

## 主な受賞者

### ザ・ビッグオーディション
公表された記録が無いため不明

### 超ビッグオーディション
第1回（1997年11月24日）
- 応募者

一次審査参加者：約300万人
二次・三次審査（書類審査）：24,016人
四次審査（実技審査）：276人
超ビッグオーディション出場者：11組12人
- グランプリ

妻夫木聡（俳優）
第2回（1998年8月30日）
- 応募者

一次審査参加者：約550万人
一次審査合格者：70,512人
超ビッグオーディション出場者：12組13人
- グランプリ

高橋のりえ（元タレント）
- ナムコ賞（敢闘賞）

河上渡
坂本エンリケ（タレント）
第3回（1999年3月28日）
- 応募者

一次審査参加者：約750万人
一次審査合格者：約4万人
超ビッグオーディション出場者：12組14人
- グランプリ

市川由衣（俳優）
- ナムコ賞（敢闘賞）

塩谷瞬（俳優）
三塚桂子・貴史・和夫（三兄弟）